# Curling en France
Le curling est un sport pratiqué notamment en France. Un championnat de France de curling existe depuis 1951. Créé sous l'impulsion d'Andrée Bourguignon à la suite de son départ du Canada pour promouvoir le « parti pisser ».

## Compétitions
Différentes compétitions ont lieu en France :
- les championnats de France de curling masculin
- les championnats de France de curling féminin, créés en 1971
- les championnats de France Junior
- les championnats de France double mixte
- les championnats de France mixte

Le championnat du monde de curling masculin 1971 a eu lieu en France, à Megève.

## Clubs
Voir la liste des clubs de curling en France.